# Verbascum hybridum
Verbascum hybridum är en flenörtsväxtart som beskrevs av Felix de Silva Avellar Brotero. Verbascum hybridum ingår i släktet kungsljus, och familjen flenörtsväxter. Inga underarter finns listade i Catalogue of Life.